# Хронологија ФНРЈ и КПЈ јун 1947.
Хронолошки преглед важнијих догађаја везаних за друштвено-политичка дешавања у Федеративној Народној Републици Југославији (ФНРЈ) и деловање Комунистичке партије Југославије (КПЈ), као и општа политичка, друштвена, спортска и културна дешавања која су се догодила у току јуна месеца 1947. године.
| ← мај · Хронологија ФНРЈ и КПЈ током 1947. године · јул → |

### 2. јун
- На Цетињу одржан Трећи конгрес Народне омладине Црне Горе, коме је присуствовало 300 делегата из читаве Црне Горе. На Конгресу су поднета два реферата —  О задацима Народне омладине Црне Горе Радомира Коматине и Извештај о раду Главног одбора Народне омладине Црне Горе Вукосаве Мићуновић. Најбољим омладинским организацијама додељене су прелазне заставице, а Среској организацији Народне омладине Титограда је као најбољој организација у целој земљи, додељена прелазна заставица Централног одбора Народне омладине Југославије. На крају Конгреса изабран је Главни одбор од 79 чланова, који је изабрао своје Председништво од 27 и Секретаријат од 9 чланова. За председника Народне омладине Црне Горе поново је изабран Радомир Коматина, а за секретара Вукосава Мићуновић.[1]

### 7. јун
- У Југославију допутовала делегација Краљевине Румуније коју су предводили — председник Министарског савета Румуније др Петру Гроза, потпредседник Министарског савета и министар спољних послова Георге Татареску и министар индустрије и трговине Георге Геогрију Деж. Делегацију је истог дана примио председник Владе ФНРЈ Јосип Броз Тито.[2]
- У Сарајеву Војни суд града Сарајева због „колаборације са непријатељом и борбе против Народноослободилачког покрета“ осудио на смртну казну стрељањем Јездимира Дангића (1897—1947), бившег жандармеријског мајора и начелника Команде ЈВуО за источну Босну.
- У близини места Ждала, код Ђурђевца, тројица усташких терориста — Љубо Милош, Анте Врбан и Лука Гргић илегално прешла југословенско-мађарску границу. Они су у Југославију дошли са намером да покрену акцију „Десети травањ”, коју су у емиграцији осмислили Јосип Томљеновић и Божидар Кавран, а која је имала за циљ извођење разних терористичких и диверзантских акција, окупљање крижарских група (усташке диверзантске групе које су илегално деловале на подручју бивше НДХ) као и долазак 80 обучених диверзаната. Ова група је после скоро месец и по дана лутања по Папуку, јер није успела да ступи у везу ни са једном крижарском групом, 20. јула ухваћена од припадника Управе државне безбедности (УДБА).

### 8. јун
- У Скопљу, од 8. до 10. јуна, одржан Трећи конгрес Народне омладине Македоније, коме је присуствовало 430 делегата из свих крајева Македоније. Конгрес је отворио песник Ацо Шопов, а потом је председник Главног одбора Народне омладине Македоније Димче Беловски поднео Реферат Петогодишњи план и задаци наше омладине. На крају Конгреса изабран је нови Главни одбор Народне омладине, за чијег председника је поново изабран Димче Беловски.[1]

### 9. јун
- У Београду председник Владе ФНРЈ и министар народне одбране маршал Јосип Броз Тито, у присуству генерал-лајтнанта Коче Поповића и других официра, примио војну делегацију Народне Републике Бугарске коју је предводио министар војске генерал-лајтнант Фердинад Козовски.[2]

### 11. јун
- У Београду председник Владе ФНРЈ и министар народне одбране маршал Јосип Броз Тито примио војну делегацију Чехословачке, коју су предводили министар народне одбране армијски генерал Лудвик Свобода и начелник Главног штаба чехословачких одбрамбених снага армијски генерал Б. Бачека.[2]

### 12. јун
- У Љубљани одржан Трећи конгрес Народне омладине Словеније, на коме се говорило о успесима омладине у обнови земље, као и задацима омладине у оквиру извршења првог петогодишњег плана.[1]

### 13. јун
- У Сарајеву, од 13. до 15. јуна, одржан Други конгрес Народне омладине Босне и Херцеговине, коме је присуствовало око 470 делегата из свих крајева Босне и Херцеговине. На Конгресу се говорило о успесима омладине у обнови земље, као и задацима омладине у оквиру извршења првог петогодишњег плана.[3]

### 14. јун
- У Београду председник Владе ФНРЈ маршал Јосип Броз Тито примио министра ваздухопловства Велике Британије Филипа Ноел-Бејкера, који се налазио у посети Југославији.[2]

### 21. јун
- У Београду Народна скупштина НР Србије изгласала Закон о Петогодишњем плану развитка народне привреде Србије.[3]

### 23. јун
- У Београду, 23. и 24. јуна, одржан Трећи проширени пленум Јединствених синдиката Србије, на коме је поред чланова Главног одбора присуствовало и 289 делегата среских и месних већа из свих већих синдикалних подружница. Председник Главног одбора Душан Петровић Шане поднео је Реферат О задацима синдикалних организација Србије у извршењу Првог петогодишњег плана.[3]

### 26. јун
- У Београду одржана Друга месна партијска конференција КП Србије за Београд, којој је присуствовало 258 делегата. Реферат О раду партијске организације између Прве и Друге конференције и наредним задацима поднео је Добривоје Радосављевић, који је поново изабран за секретара Месног комитета КПС за Београд, док је за организационог секретара изабран Драги Стаменковић.[4]
- Влада Краљевине Грчке се обратила Савету безбедности Организације уједињених нација поводом кршења мира од стране Албаније, Бугарске и Југославије.

### 27. јун
- У Сарајеву Народна скупштина НР Босне и Херцеговине изгласала Закон о Петогодишњем плану развитка народне привреде НР Босне и Херцеговине.[3]
- У Загребу Сабор НР Хрватске усвојио Закон о Петогодишњем плану развитка народне привреде НР Хрватске и Закон о административно-територијалној подели.[3][5]

### 30. јун
- У Београду Народна скупштина НР Србије донела Закон о Српској академији наука, којим је Српска краљевска академија променила назив у Српска академија наука. Данашњи назив Српска академија наука и уметности, академија је добила 1960. године.[6]